# Bee Gees Best Album
A Bee Gees Best Album című lemez a Bee Gees  Koreai Köztársaságban megjelent válogatáslemeze.

## Az album dalai
1. How Deep Is Your Love (Barry, Robin és Maurice Gibb) – 4:02
2. Massachusetts (Barry, Robin és Maurice Gibb) – 2:28
3. Holiday (Barry és Robin Gibb) – 2:53
4. How Can You Mend A Broken Heart (Barry és Robin Gibb) – 3:57
5. In the Morning (Barry Gibb) – 2:51
6. Lonely Days(Barry, Robin és Maurice Gibb)  – 3:48
7. I've Gotta Get a Message To You (Barry, Robin és Maurice Gibb) – 2:56
8. To Love Somebody (Barry és Robin Gibb) – 3:00
9. I Started a Joke (Barry, Robin és Maurice Gibb) – 3:06
10. Words (Barry, Robin és Maurice Gibb) – 3:18
11. Jive Talking (Barry, Robin és Maurice Gibb) – 3:43
12. World (Barry, Robin és Maurice Gibb) – 3:13
13. First of May (Barry, Robin és Maurice Gibb) – 2:50
14. Melody Fair (Barry, Robin és Maurice Gibb) – 3:48
15. New York Mining Disaster 1941 (Barry és Robin Gibb) – 2:10
16. You Should Be Dancing (Barry, Robin és Maurice Gibb) – 4:48

## Közreműködők
- Bee Gees